# Фоэнштраус
Фоэнштраус (нем. Vohenstrauß) — город и городская община в Германии, в земле Бавария.
Подчинён административному округу Верхний Пфальц. Входит в состав района Нойштадт-ан-дер-Вальднаб. Население составляет 7725 человек (на 31 декабря 2010 года). Занимает площадь 74,07 км². Официальный код — 09 3 74 162.

## Население
По оценке на 31 декабря 2015 года население общины Фоэнштраус составляет 7392 чел. 

| Дата      | 1840 | 1871 | 1900 | 1925 | 1939 | 1950 | 1961 | 1970 | 1987 | 2011 |
| --------- | ---- | ---- | ---- | ---- | ---- | ---- | ---- | ---- | ---- | ---- |
| Население | 4550 | 4953 | 5286 | 5590 | 5624 | 7511 | 7095 | 7349 | 7059 | 7500 |

| Год       | 1960 | 1970 | 1980 | 1990 | 2000 | 2009 | 2010 | 2011 | 2012 | 2013 | 2014 | 2015 |
| --------- | ---- | ---- | ---- | ---- | ---- | ---- | ---- | ---- | ---- | ---- | ---- | ---- |
| Население | 7056 | 7362 | 7048 | 7301 | 7584 | 7659 | 7725 | 7589 | 7810 | 7560 | 7421 | 7392 |

## Известные уроженцы
- Рейнгард, Франц Фолькмар (1753—1812) — немецкий протестантский богослов и проповедник.